# Roberts (Montana)
Roberts es un lugar designado por el censo ubicado en el condado de Carbon en el estado estadounidense de Montana. En el Censo de 2010 tenía una población de 361 habitantes y una densidad poblacional de 34,97 personas por km².

## Geografía
Roberts se encuentra ubicado en las coordenadas 45°20′37″N 109°10′54″O / 45.34361, -109.18167. Según la Oficina del Censo de los Estados Unidos, Roberts tiene una superficie total de 10.32 km², de la cual 10.32 km² corresponden a tierra firme y (0%) 0 km² es agua.

## Demografía
Según el censo de 2010, había 361 personas residiendo en Roberts. La densidad de población era de 34,97 hab./km². De los 361 habitantes, Roberts estaba compuesto por el 95.84% blancos, el 2.22% eran afroamericanos, el 0% eran amerindios, el 0% eran asiáticos, el 0% eran isleños del Pacífico, el 0.55% eran de otras razas y el 1.39% pertenecían a dos o más razas. Del total de la población el 2.22% eran hispanos o latinos de cualquier raza.